# Madeira-szigeteki Felszabadítási Front
A Madeira-szigeteki Felszabadítási Front (portugálul: Frente de Libertação do Arquipélago da Madeira) röviden FLAMA (a flama szó óportugálul láng-ot is jelent) hivatalosan 1975 és 1978 között ténykedő szélsőjobboldali paramilitarista és szeparatista csoport volt, amely számos terrorakciót is végrehajtott. A szervezet elsődleges célja a Madeira-szigetek függetlenségét elérni Portugáliától. A madeirai függetlenségi kérdést leginkább a portugáliai politikai változások generálták: az addigi szélsőjobboldali Salazar-rezsim megszűnése, valamint a szegfűs forradalommal bekövetkező baloldali hatalomátvétel.
A szervezet célját ugyan nem érte, ennek ellenére Portugália megadta a Madeira-szigeteknek az autonómiát.

## Története
A FLAMA erői már a szegfűs forradalmat követően, a szervezet hivatalos létrejötte előtt akcióba léptek 1974-ben. 1976-ig mintegy 200 terrortámadást hajtott végre a szervezet főként bombamerényletek formájában. Portugáliát mindeközben komoly politikai zűrzavar jellemezte, mivel a bal- és jobboldal hatalmi harcba bonyolódott egymással, így nem születhetett megállapodás a demokratikus átmenetről.
Portugália ebben az időben adta fel két afrikai gyarmatát, Angolát és Mozambikot. Ez és a portugál baloldal megerősödése további löketet jelentett Madeirán is függetlenségi törekvéseknek. Függetlenségi mozgalmak bontakoztak ki a Zöld-foki szigeteken és az Azori-szigeteken is. A madeirai FLAMA ezektől viszont annyival másabb volt, hogy előbbi kettőnél a kulturális és/vagy etnikai motiváció állt az elszakadás hátterében, míg Madeirán ezt a helyi elit erőteljes jobboldalisága motiválta, amely támogatta az antikommunista szellemiségű fiatalokat tömörítő FLAMÁ-t.
A FLAMA 1975. októberében felvette a kapcsolatokat az Azori Felszabadítási Fronttal is.
1976 elejére a portugál politikai viszonyok rendeződtek, s az új kormány hozzálátott Portugália észak-atlanti szigeteinek konszolidálásához. Egyedül a Zöld-foki szigeteknek sikerült elszakadniuk a portugál anyaországtól. Madeirán is sor került egy népszavazás kiírására még 1975-ben, ám ezen a FLAMA alulmaradt. A portugál kormány azonban megadta mind Madeirának, mind az Azori-szigeteknek az autonómiát, amellyel a szigetek lakossága elégedett volt.
Mindez mégsem jelentette a FLAMA megszűnését, ugyanis a szervezetnek nem volt ínyére a portugáliai baloldali kormányzat. A FLAMA csak 1978-tól szűnt meg hivatalosan.
A FLAMA tevékenysége vitatott, s még egykori vezetői és tagjainak egy része is próbálja elhatárolni magát tőle, miután a csoport számtalan alkalommal terrorista eszközöket is bevetett. Más egykori tagok szerint azonban a merényleteket a szervezet nevével visszaélő csoportok vagy pedig magányos személyek követték el.

## Jelképe
A FLAMA zászlója hasonlít Madeira zászlajához: függőleges, háromsávos kék-sárga-kék trikolór, mely abban különbözik a hivatalos madeirai zászlótól, hogy közepén öt kis pajzs található. Ez a jelkép a portugál lobogóban is meg van, amely Jézus Krisztus öt sebét szimbolizálja.
A zászlót először 1975 nyarán tűzték ki, ekkor hajtotta végre a már hivatalosan létrejött FLAMA az első nagyobb akcióját.

## A FLAMÁ-hoz köthető akciók
Első nagyszabású akciójára a szervezetnak 1975. július 20-án került sor Madeira székhelyén, Funchalban, ahol több falra is szeparatista feliratokat festettek. A szegfűs forradalom kiváltotta változások hatására az anyaországbéli portugálokat kubaiak-nak nevezték a csoport tagjai illetve szimpatizánsai, utalva ezzel a kommunista Kubára és Fidel Castróra. Megjegyzendő, hogy a szegfűs forradalom egyik vezéralakja, Otelo Saraiva de Carvalho maga is Castro csodálója volt.
Ez év augusztusában a FLAMA erőszakkal fenyegetőzött, amennyiben a függetlenségi folyamat nem indul el Madeirán. Fenyegetését a csoport végül beváltotta, amelyre válaszul a portugál katonai és rendőri erők terrorellenes hadműveletbe fogtak.
Augusztus 9-én a FLAMA robbantásos merényletet hajtott végre, az általa a baloldal szócsövének tartott Emissora Nacional tévéhíradó épülete ellen, ám a robbanás nem okozott célzottan nagy károkat, ugyanis a csoport figyelmeztetésnek szánta a támadást. Augusztus 23-án hajnalban újabb bomba robbant a televízió épületében, ezt kísérték még további merényletek is azon szándékkal, hogy Emissora elektronikus berendezéseit a megsemmisítsék.
Augusztus 24-én egy pékségben robbant bomba.
Augusztus 29-én pokolgépes merényletet próbáltak elkövetni egy helyi baloldali érzelmű bankár ellen. Ugyanezen a napon a FLAMA röpiratot tett közzé, amelyben kijelentették, hogy ideiglenes kormányt akarnak létrehozni és kérik a csoport elismerését, mint ami Madeira népét hivatalosan képviseli.
Augusztus 31-én egy másik bankár, João Abel Azevedo ellen került sor merényletre. A rendőrség ezt követően több FLAMA tagot őrizetbe vett és miután szeptember 2-án nyilvánosságra hozták a letartóztatottak nevét a FLAMA bosszúból bombát dobott a São Lourenço-palotára.
Nagy médiafigyelmet kapott, amikor Machicóban, egy ottani turisztikai komplexumban hat kamaszkorú fiatal Madeira függetlenségét követelő szlogeneket plakátolt ki. A hatóságok őrizetbe vették a fiúkat, s bár fiatalkoruknál fogva nem indult eljárás ellenük ls szabadon engedték őket, de az esetet, mint a machicói népi per-t kezdték emlegetni.
A FLAMA ténykedését ellenző oldal is közben felszólalt, s szeptember 18-án tüntetés zajlott a csoport ellen, ahol Halál a FLAMÁ-ra! feliratú transzparenseket vittek magukkal a demonstrálók. A FLAMA már másnap robbantásokkal válaszolt az eseményre, többek között egy ismert szindikalista házát is megtámadták. Az angolai és mozambiki portugál kivonulás hírére további merényletek sora következett október 10-én, 12-én, 15-én és 21-én.
Miután a FLAMA és az azori csoport felvette egymással a kapcsolatot, a madeirai szeparatisták még merészebb akciókat hajtottak végre. November 13-án a Santa Catarina repülőtéren álló portugál katonai repülőgép pilótafülkéje alatt bomba robbant, ami súlyos károkat okozott a gépben, a légikikötőben pedig tűz ütött ki. A hatóságok ennek ellenére senkit sem vettek őrizetbe és senkit sem gyanúsítottak meg a merénylettel, mivel nem találtak bizonyítékokat, amelyek akár a FLAMÁ-hoz kötnék a támadást.
A portugál konszolidáció kezdetekor az Azori-szigeteken is megindult az autonómia-tervezet kidolgozása a függetlenség követelése helyett. A FLAMA ezzel szemben folytatta terrorakcióit: egyet 1976. január 14-én, egy másikat február 19-én követtek el, pont azon a napon, amikor José Baptista Pinheiro de Azevedo miniszterelnök Madeirára érkezett, hogy a szigeteknek adandó autonómiáról tárgyaljon. Február 20-án is történt egy újabb robbantás azon az útvonalon, amin de Azevedo haladt el. Ugyanezen a napon aláírták a szigetek autonómiáját biztosító okmányt.
A határozat elfogadása után a FLAMA mozgástere egyre jobban szűkült, ennek ellenére a csoport folytatta terrorakciókat. A következő hónapokban zászlókat és a független Madeirának szánt majdani hivatalos valutát, a zarcó-t kezdték osztogatni az embereknek, amit João Gonçalves Zarco portugál lovagról neveztek el, aki annak idején a Madeirát birtokba vevő expedíciót vezette.
1977-től a FLAMA megpróbált mérsékelt irányvonalra áttérni és március 24-én egy másik politikai egyesületet hozott létre. Április 2-án a portugál parlament az alkotmány 10. cikkelyében rögzítette Madeira és az Azori-szigetek autonómiáját.
Júniusban a FLAMA merényletet kísérelt meg az elnökjelöltként induló Otelo Saraiva de Carvalho ellen, ám a bombát még idejében felfedezték és hatástalanították. Augusztus 26-án a FLAMA aktivisták újabb bombát helyeztek el a Portugál Nemzeti Légitársaság helyi irodájában, António Santos Ramalho Eanes elnök látogatására időzítve a merényletet, de ezt a támadást is meghiúsították. Ekkortájt a FLAMA robbantások helyett gyújtogatásokra állt át: szindikalisták, képviselők, egyetemi tanárok és újságírók autóit vagy házait támadták így meg. A bomlás jelei is mutatkoztak a szervezeten belül, mert számos tagjuk önhatalmúlag, de továbbra is a FLAMA ideológiai motivációit vallva kezdett magánakciókba. A legnagyobbat (egy gyújtogatást) Eduardo Mendonça követte el.
A portugál hatóságok 1977 végén már bizonyítékokkal alátámasztva 14 robbantást tudtak a FLAMA-hoz kötni. 1978. február 15-én három személy letartóztatására került sor, akiknél a merényletekre utaló bizonyítékokat találtak. Válaszként a FLAMA a funchali Igazságügyi Palotánál két bombát is elhelyezett. Április 5-én két rendőr és két turista sérült meg egy autóban felrobbant pokolgép miatt, amit a FLAMA helyezett el.
A FLAMA utolsó megnyilvánulása már halálos áldozatokkal járt. 1978. augusztus 23-án a szervezet 19 éves tagja, João Alberto bombát akart felhelyezni egy gépkocsira, ám a szerkezet szerencsétlenségére idő előtt felrobbant és megölte őt. A rendőrség nem sokkal később letartóztatott egy FLAMA-tagot is, név szerint Alírio Paulo Fernandes-t, aki a letartóztatása alatt öngyilkosságot követett el. Többen viszont azt állították, hogy Fernandes rendőri túlkapás áldozata lett, emiatt temetésén tüntetésre került sor. Ezen eseményeket követően a FLAMA feloszlott.

## Utóélete
A FLAMA 1978 óta nem adott magáról hírt, ennek ellenére sokan kétkednek, hogy a szervezet tényleg megszűnt volna. Számos jel utal arra, hogy egykori FLAMA-tagok beépültek a regionális politikai életbe. Alberto João Jardim jobbközép politikus Madeira elnöke is volt, aki az Európai Néppártban alelnöki tisztségig vitte, s maga is FLAMA-tag volt, jóllehet ő ezt a mai napig tagadja. Ennek ellenére előkerült róla egy fiatalkori fotó, amin az egyik FLAMA-szlogent, a Szülőföldem, Madeira feliratot ábrázoló inget visel.
2011. július 1-jén, a madeirai autonómia napján vagy ötven FLAMA-zászlót tűztek ki a szigetek több pontján, továbbá közleményt adtak ki, miszerint Madeirának ismét el kellene gondolkodnia azon, hogy függetlenné váljon Portugáliától. Ennek hatására António Fontes képviselő a portugál parlamentben javaslatot tett arra, hogy a FLAMA-zászlót tiltsák be, ugyanis szavai szerint ehhez a jelképhez bombamerényletek sora kötődik.
Létrejöttek a FLAMÁ-ból csírázó, de attól több pontban elkülönülő szervezetek is, mint az 1997-ben megalakult Fórum para a Autonomia da Madeira (Madeirai Autonómia Fórum), röviden FAMA, amely nem függetlenséget, hanem sokkal szélesebb, teljesebb autonómiát szeretett volna a szigeteknek. Ennek ellenére a FAMA a skót függetlenségi népszavazás kapcsán 2014-ben kijelentette, hogy Madeirának is hasonló lépésre kellene szánnia magát, mivel Portugália eddig nem sokat tett a szigetekért. A szervezet végül 2015. októberében megszűnt.